# Catheterization and Cardiovascular Interventions
Catheterization and Cardiovascular Interventions is een internationaal, aan collegiale toetsing onderworpen wetenschappelijk tijdschrift op het gebied van de cardiologie.
De naam wordt in literatuurverwijzingen meestal afgekort tot Catheter. Cardiovasc. Interv.
Het wordt uitgegeven door Wiley-Liss, namens de Society for Cardiac Angiography & Interventions en verschijnt maandelijks.
Het eerste nummer verscheen in 1999.